# アメリカン・アンカレッジ記念碑
アメリカン・アンカレッジ記念碑（アメリカン・アンカレッジきねんひ）は、神奈川県横浜市金沢区八景島1の横浜・八景島シーパラダイスアクアミュージアム内にある記念碑。
金沢区制60周年（平成20年）および横浜開港150周年（平成21年）の記念として日米関係の精神を未来につなげることを目的に設置された。

## 設置の経緯
嘉永6年（1853）マシュー・ペリー提督率いるアメリカの艦隊が大統領の国書を渡すために4隻の黒船とともに浦賀（現在の久里浜）に来航した際、4隻の黒船が小柴沖（現在の八景島沖）に錨をおろして碇泊した。マシュー・ペリー提督は、その場所を『アメリカン・アンカレッジ（アメリカ錨地の意）』と名付けた。（ペリー、1996年、74-77）
上記の出来事を記念したアメリカン・アンカレッジ記念碑は、金沢区制60周年（平成20年）および横浜開港150周年（平成21年）を迎えるにあたり、金沢区民から記念事業のアイディアを募集した際に寄せられた提案の一つである。金沢区と開港の深い関わりを広く知ってもらうとともに、日米交流の精神を未来につなげることを目的として設置された。（『神奈川新聞』2010年1月27日）

## 記念碑の外観
アメリカン・アンカレッジ記念碑は白い三角柱の形をした屋根と、6本の柱で囲まれた中に設置されている。屋根の下に入ると中心には木曽石で出来た石碑に銅製の地図が埋め込まれ、ペリーが来日した際に船を泊めた停泊地を示している。また、屋根の内側にはアメリカン・アンカレッジに関する説明が日本語と英語で書かれている。（「小柴と黒船」参照。）

## 碑文が語る歴史
記念碑に添えられた説明書きには以下のような内容（大意）が書かれている。
嘉永6年6月3日（西暦1853年7月8日）マシュー・ペリー提督率いる4隻の黒船が浦賀に来航したが、その目的は、日本近海の海難米国船員の保護、補給（燃料・食糧）のための港の確保、通商のための開港であった。マシュー・ペリーは江戸湾を測量した結果、金沢（小柴）沖に旗艦サスケハナ号他4隻の艦隊を停泊させることとし、自ら、この海域を「アメリカン・アンカレッジ」と名付けた。マシュー・ペリーがここを停泊地に選んだのは、座礁を避けるために水深が深く、少しでも江戸に近い場所で幕府と交渉できるようにしたいと考えたからである。嘉永7年1月16日（西暦1854年2月13日）にマシュー・ペリー率いる艦隊が再び江戸に現れた際も、この「アメリカン・アンカレッジ」に停泊した。この時の来航で、「日米和親条約（神奈川条約）」が締結調印されている。また、安政5年6月19日（西暦1858年7月29日）に、初代アメリカ総領事タウンゼント・ハリス（T・ハリス）と、下田奉行の井上清直・目付の岩瀬忠震が「日米修好通商条約」を締結したのも、この場所である。

## アクセス
金沢シーサイドライン金沢八景駅から新杉田行で八景島駅もしくは市大医学部駅まで約10分
もしくは、京浜急行上大岡駅から杉田駅まで約5分、杉田駅から横浜シーサイドライン新杉田駅まで徒歩で約10分、さらに新杉田駅から金沢シーサイドライン金沢八景行で市大医学部駅もしくは八景島駅まで約20分
市大医学部駅から記念碑までは徒歩約8分、八景島駅からは徒歩約15分。